# Wahlkreis Shetland
| Shetland                             |
| ------------------------------------ |
| Shetland · Highlands and Islands     |
| Gebildet                             |
| 1999                                 |
| Abgeordneter                         |
| Beatrice Wishart (Liberal Democrats) |
| Regionen                             |
| Shetland                             |

Shetland ist ein Wahlkreis für das Schottische Parlament. Er wurde 1999 als einer von acht Wahlkreisen der Wahlregion Highlands and Islands eingeführt, die im Zuge der Revision der Wahlkreise im Jahre 2011 neu zugeschnitten wurde. Er umfasst das Gebiet der Shetlandinseln und entsendet einen Abgeordneten.
Der Wahlkreis erstreckt sich über eine Fläche von 1466,7 km². Im Jahre 2020 lebten 22.870 Personen innerhalb seiner Grenzen. Damit ist Shetland der zweitbevölkerungsärmste Wahlkreis für das schottische Parlament.

## Wahlergebnisse

### Parlamentswahl 1999
| Ergebnisse der Parlamentswahl 1999 | Ergebnisse der Parlamentswahl 1999 | Ergebnisse der Parlamentswahl 1999 | Ergebnisse der Parlamentswahl 1999 |
| Partei                             | Kandidat                           | Stimmen                            | %                                  |
| ---------------------------------- | ---------------------------------- | ---------------------------------- | ---------------------------------- |
| Liberal Democrats                  | Tavish Scott                       | 5455                               | 54,5                               |
| Labour                             | Jonathan Wills                     | 2241                               | 22,5                               |
| SNP                                | Willie Ross                        | 1430                               | 14,3                               |
| Conservative                       | Gary Robinson                      | 872                                | 8,7                                |

### Parlamentswahl 2003
| Ergebnisse der Parlamentswahl 2003 | Ergebnisse der Parlamentswahl 2003 | Ergebnisse der Parlamentswahl 2003 | Ergebnisse der Parlamentswahl 2003 | Ergebnisse der Parlamentswahl 2003 |
| Partei                             | Kandidat                           | Stimmen                            | %                                  | ±                                  |
| ---------------------------------- | ---------------------------------- | ---------------------------------- | ---------------------------------- | ---------------------------------- |
| Liberal Democrats                  | Tavish Scott                       | 3989                               | 46,1                               | −8,4                               |
| SNP                                | Willie Ross                        | 1729                               | 20,0                               | +5,7                               |
| Conservative                       | John Firth                         | 1281                               | 14,8                               | +6,1                               |
| Labour                             | Peter Hamilton                     | 880                                | 10,2                               | −12,3                              |
| Scottish Socialist                 | Peter Andrews                      | 766                                | 8,9                                | +8,9                               |
| Wahlbeteiligung: 8645 (51,84 %)    |                                    |                                    |                                    |                                    |

### Parlamentswahl 2007
| Ergebnisse der Parlamentswahl 2007 | Ergebnisse der Parlamentswahl 2007 | Ergebnisse der Parlamentswahl 2007 | Ergebnisse der Parlamentswahl 2007 | Ergebnisse der Parlamentswahl 2007 |
| Partei                             | Kandidat                           | Stimmen                            | %                                  | ±                                  |
| ---------------------------------- | ---------------------------------- | ---------------------------------- | ---------------------------------- | ---------------------------------- |
| Liberal Democrats                  | Tavish Scott                       | 6531                               | 66,7                               | +20,6                              |
| SNP                                | Val Simpson                        | 1622                               | 16,6                               | −3,4                               |
| Conservative                       | Mark Jones                         | 972                                | 9,9                                | −4,9                               |
| Labour                             | Scott Burnett                      | 670                                | 6,8                                | −3,4                               |
| Wahlbeteiligung: 9795 (57,25 %)    |                                    |                                    |                                    |                                    |

### Parlamentswahl 2011
| Ergebnisse der Parlamentswahl 2011 | Ergebnisse der Parlamentswahl 2011 | Ergebnisse der Parlamentswahl 2011 | Ergebnisse der Parlamentswahl 2011 | Ergebnisse der Parlamentswahl 2011 |
| ---------------------------------- | ---------------------------------- | ---------------------------------- | ---------------------------------- | ---------------------------------- |
| Partei                             | Kandidat                           | Stimmen                            | %                                  | ±                                  |
| Liberal Democrats                  | Tavish Scott                       | 4462                               | 47,5                               | −19,2                              |
| Parteilos                          | Billy Fox                          | 2845                               | 30,3                               | +30,3                              |
| SNP                                | Jean Urquhart                      | 1134                               | 12,1                               | −4,5                               |
| Labour                             | Jamie Kerr                         | 620                                | 6,6                                | −0,2                               |
| Conservative                       | Sandy Cross                        | 330                                | 3,5                                | −6,4                               |
| Wahlbeteiligung: 9391 (53,65 %)    |                                    |                                    |                                    |                                    |

### Parlamentswahl 2016
| Ergebnisse der Parlamentswahl 2016 | Ergebnisse der Parlamentswahl 2016 | Ergebnisse der Parlamentswahl 2016 | Ergebnisse der Parlamentswahl 2016 | Ergebnisse der Parlamentswahl 2016 |
| Partei                             | Kandidat                           | Stimmen                            | %                                  | ±                                  |
| ---------------------------------- | ---------------------------------- | ---------------------------------- | ---------------------------------- | ---------------------------------- |
| Liberal Democrats                  | Tavish Scott                       | 7.440                              | 67,4                               | +19,9                              |
| SNP                                | Danus Skene                        | 2.545                              | 23,1                               | +11,0                              |
| Labour                             | Robina Barton                      | 651                                | 5,9                                | −0,7                               |
| Conservative                       | Cameron Smith                      | 405                                | 3,7                                | +0,2                               |
| Wahlbeteiligung: 11.041            |                                    |                                    |                                    |                                    |

### Nachwahl 2019
Mit der Mandatsrückgabe Tavish Scotts wurden im Wahlkreis Shetland Nachwahlen erforderlich. Diese wurden am 29. August 2019 abgehalten.
| Ergebnisse der Nachwahl 2019     | Ergebnisse der Nachwahl 2019 | Ergebnisse der Nachwahl 2019 | Ergebnisse der Nachwahl 2019 | Ergebnisse der Nachwahl 2019 |
| Partei                           | Kandidat                     | Stimmen                      | %                            | ±                            |
| -------------------------------- | ---------------------------- | ---------------------------- | ---------------------------- | ---------------------------- |
| Liberal Democrats                | Beatrice Wishart             | 5.659                        | 47,9                         | −19,5                        |
| SNP                              | Tom Wills                    | 3.822                        | 32,3                         | +9,2                         |
| Parteilos                        | Ryan Thomson                 | 1.286                        | 10,9                         | +10,9                        |
| Conservative                     | Brydon Goodlad               | 425                          | 3,6                          | −0,1                         |
| Green                            | Debra Nicolson               | 189                          | 1,6                          | +1,6                         |
| Labour                           | Johan Adamson                | 152                          | 1,3                          | −4,6                         |
| Parteilos                        | Michael Stout                | 134                          | 1,1                          | +1,1                         |
| Parteilos                        | Ian Scott                    | 66                           | 0,6                          | +0,6                         |
| UKIP                             | Stuart Martin                | 60                           | 0,5                          | +0,5                         |
| Parteilos                        | Peter Tait                   | 31                           | 0,3                          | +0,3                         |
| Wahlbeteiligung: 11.824 (66,4 %) |                              |                              |                              |                              |

### Parlamentswahl 2021
| Ergebnisse der Parlamentswahl 2021 | Ergebnisse der Parlamentswahl 2021 | Ergebnisse der Parlamentswahl 2021 | Ergebnisse der Parlamentswahl 2021 | Ergebnisse der Parlamentswahl 2021 |
| Partei                             | Kandidat                           | Stimmen                            | %                                  | ±                                  |
| ---------------------------------- | ---------------------------------- | ---------------------------------- | ---------------------------------- | ---------------------------------- |
| Liberal Democrats                  | Beatrice Wishart                   | 5.803                              | 48,6                               | +0,7                               |
| SNP                                | Tom Wills                          | 4.997                              | 41,9                               | +9,6                               |
| Conservative                       | Nick Tulloch                       | 503                                | 4,2                                | +0,6                               |
| Labour                             | Martin Kerr                        | 15.083                             | 37,6                               | +2,8                               |
| Parteilos                          | Peter Tait                         | 116                                | 1,0                                | +0,7                               |
| Restore Scotland                   | Brian Nugent                       | 90                                 | 0,8                                | +0,8                               |
| Wahlbeteiligung: 66 %              |                                    |                                    |                                    |                                    |